# Pål Tyldum
Pål Tyldum (Høylandet, 28 marzo 1942) è un ex fondista norvegese.

## Biografia
Specialista delle lunghe distanze, ha preso parte a tre edizioni dei Giochi olimpici invernali (Grenoble 1968, Sapporo 1972 e Innsbruck 1976) vincendo complessivamente due medaglie d'oro e tre d'argento. Nel 1969 e nel 1972 vinse la 50 km di Holmenkollen. Vanta inoltre sette titoli nazionali norvegesi.

## Palmarès

### Olimpiadi
- 5 medaglie, tutte valide anche ai fini iridati:
  - 2 oro (staffetta a Grenoble 1968; 50 km a Sapporo 1972)
  - 3 argenti (30 km a Sapporo 1972; staffetta a Sapporo 1972; staffetta a Innsbruck 1976)

## Riconoscimenti
Nel 1970 fu premiato con la Medaglia Holmenkollen, uno dei più prestigiosi riconoscimenti dello sci nordico.
Nel 1976 fu alfiere per il suo paese alla cerimonia inaugurale dei XII Giochi olimpici invernali.